# St. Pankratius (Hankensbüttel)

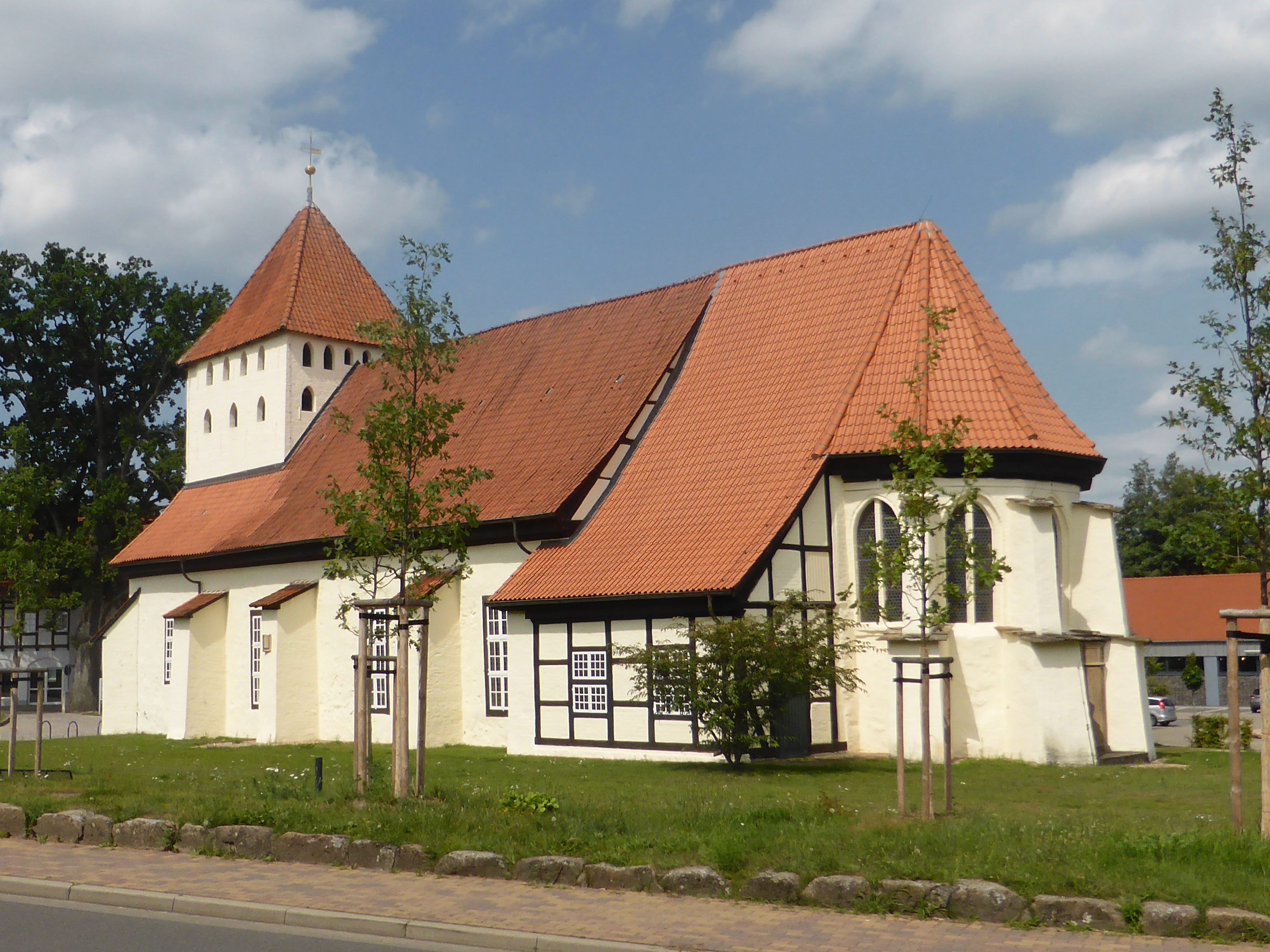
Kirche St. Pankratius (2021)

Die evangelisch-lutherische St.-Pankratius-Kirche ist ein Kirchenbau aus dem Jahr 900/1000 im Zentrum von Hankensbüttel, in der Region des Kloster Isenhagen, Niedersachsen. Hankensbüttel ist eine Gemeinde im Landkreis Gifhorn. Die Kirchengemeinde gehört zum Kirchenkreis Wolfsburg-Wittingen im Sprengel Lüneburg der Evangelisch-lutherischen Landeskirche Hannovers. Zweitkirche neben dem Kloster Isenhagen.

## Gebäude

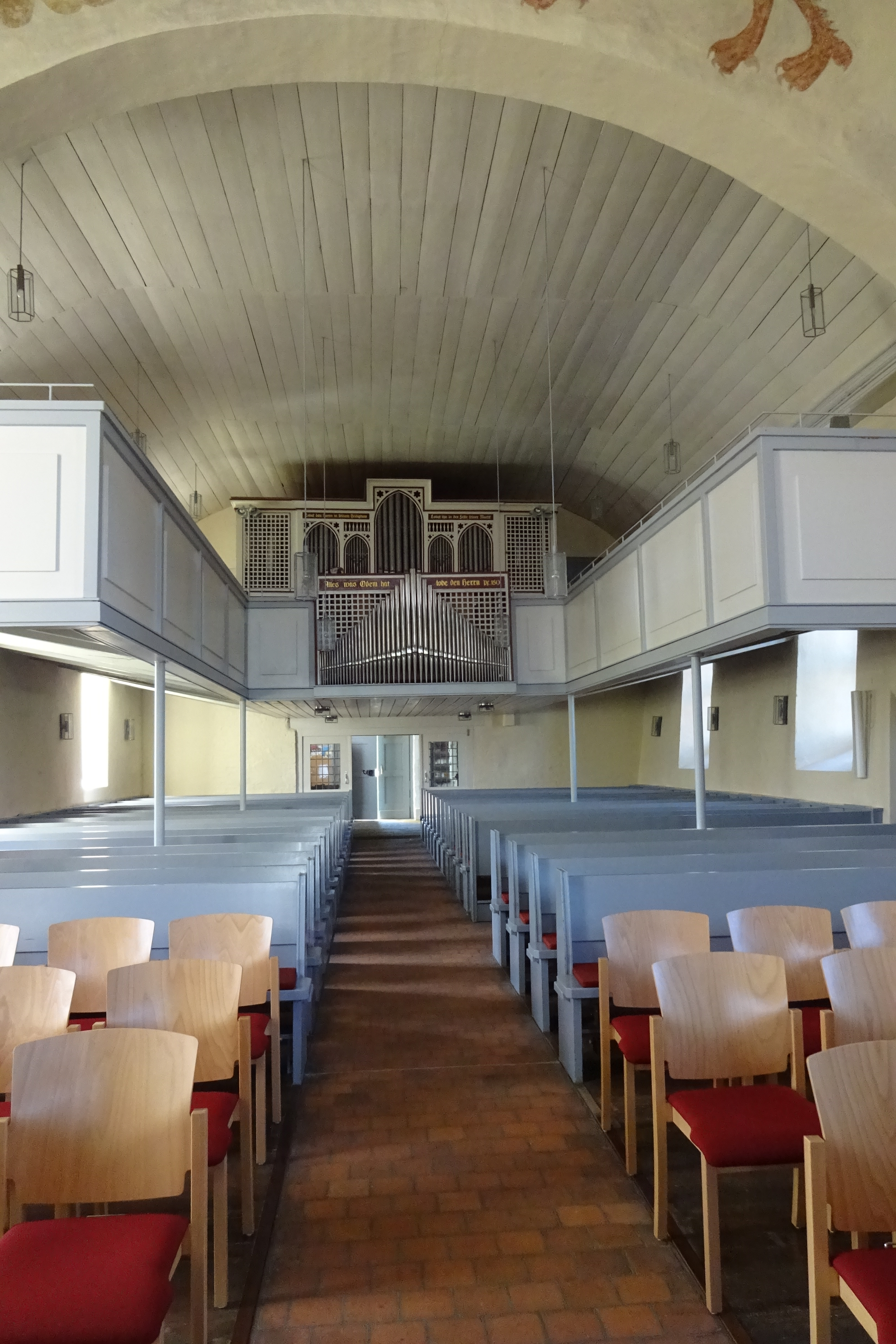
Kirchenraum, Orgel der Kirche

Die erste urkundliche Erwähnung der Kirche als Sitz eines Pfarrbezirks fand im Jahre 1051 statt. Ein genaues Baudatum der Kirche ist unbekannt, allerdings dürfte sie bereits im ersten Jahrtausend erbaut worden sein. Auch der Turm stammt aus dieser Zeit. Im 15. Jahrhundert wurde das romanische Gewölbe durch ein gotisches ersetzt, welches allerdings die Seitenmauern auseinanderdrückte und somit den Bau von Strebepfeilern nötig machte. Die Deckengewölbe sind mit Malereien aus dem 15. und 18. Jahrhundert geschmückt. Ältestes Inventarstück ist ein aus einem Eichenholzstück geschnitztes Triumphkreuz, das wahrscheinlich um 1230 angefertigt wurde.

## Orgel
Die Kirche verfügt über eine Orgel, die sich aus vier Orgelkomponenten zusammensetzt, die zugeschaltet werden können. Konzertanspruch ist erfüllbar. Zwischen 1987 und 2000 nutzte der frühere Landeskirchenmusikdirektor Karl-Heinrich Büchsel dieses Instrument.

## Glocken
Der Turm besitzt mit sieben Glocken das umfangreichste Geläut der Region und eines der umfangreichsten Geläute einer regionalen Kirche in Niedersachsen.
Von den sieben Glocken sind vier historisch. Die älteste Glocke wurde bereits im 13. Jahrhundert gegossen. Anfang des 16. Jahrhunderts folgten drei weitere Glocken: 1513 die Glocke 5 sowie 1517 die Glocken 1 und 7. Letztere wurde aus den Resten der Glocke 1 gegossen. Im Zweiten Weltkrieg wurden zwei Glocken abgegeben, aber nur eine eingeschmolzen. Die andere (Glocke 5) kehrte mit abgeschlagener Krone zurück. 1966 wurde der Geläutetorso um zwei Glocken aus Heidelberg ergänzt. In diesem Zuge wurde Glocke 5 ausgeschliffen. 1987 folgte eine weitere Glocke, um die tonliche Lücke zu schließen.
| Nr. | Gussjahr | Gießer                      | Gussort    | Durchmesser (mm) | Masse (kg) | Nominal (HT-1/16) |
| --- | -------- | --------------------------- | ---------- | ---------------- | ---------- | ----------------- |
| 1   | 1517     | Harmen Koster               | Hildesheim | 1380             | 2000       | dis1+4            |
| 2   | 1966     | Friedrich Wilhelm Schilling | Heidelberg | 1090             | 853        | fis1+6            |
| 3   | 1966     | Friedrich Wilhelm Schilling | Heidelberg | 970              | 510        | gis1+4            |
| 4   | 1987     | Karlsruher Glockengießerei  | Karlsruhe  | 805              | 367        | h1+5              |
| 5   | 1513     | unbezeichnet                | –          | 620              | 155        | dis2+4            |
| 6   | um 1250  | unbezeichnet                | –          | 640              | 188        | eis2-1            |
| 7   | 1517     | Harmen Koster               | Hildesheim | 310              | 15         | e3+1              |

## Kulturphänomene
Der deutsche Schriftsteller Arno Schmidt beschreibt den Kirchenbau in dem Text KAFF auch Mare Crisium. Der Komponist Otto Kaufmann bezieht sich auf die Musiktraditionen, 1975 Isenhagener Kammerorchester.

## Kunstgeschichte
— muss ergänzt werden —

## Kirchengemeinde
Zur Kirchengemeinde Hankensbüttel gehören die Ortschaften Alt Isenhagen, Bottendorf, Dedelstorf, Emmen, Hankensbüttel, Langwedel, Lingwedel, Masel, Oerrel, Repke, Schweimke, Steimke, Weddersehl, Wentorf, Wettendorf und Wierstorf.